# Moustapha Diaw
Moustapha Diaw (31 dicembre 1996) è un calciatore mauritano, difensore del Tevragh-Zeïna e della Nazionale mauritana.

## Caratteristiche tecniche
È un terzino destro.

## Carriera

### Nazionale
Ha esordito con la nazionale mauritana il 27 marzo 2015 disputando l'amichevole persa 1-0 contro la Gambia.
È stato convocato per disputare la Coppa d'Africa 2019.